# Gościniec (Klonów)
Gościniec – część wsi Klonów w Polsce, położona w województwie małopolskim, w powiecie miechowskim, w gminie Racławice.
W latach 1975–1998 Gościniec położony był w województwie kieleckim.